# چاه حاج محمود اسماعیل‌زهی
چاه حاج محمود اسماعیل‌زهی روستایی در دهستان دومک بخش نصرت‌آباد شهرستان زاهدان استان سیستان و بلوچستان ایران است.

## جمعیت
بر پایه سرشماری عمومی نفوس و مسکن در سال ۱۳۹۵ جمعیت این روستا ۴۸ نفر (۱۳خانوار) بوده‌است.